# 8 d'agost
El 8 d'agost és el dos-cents vintè dia de l'any del calendari gregorià i el dos-cents vint-i-unè en els anys de traspàs. Queden 145 dies per finalitzar l'any.

## Esdeveniments
Països Catalans
- 1235: l'arquebisbe de Tarragona, Guillem de Montgrí, conquereix les illes d'Eivissa i Formentera en nom de la Corona d'Aragó.[1]

Resta del món
- 1756 - Kittanning (Pennsilvània, EUA): els colons europeus destrueixen el poblat amerindi de Kittanning durant la batalla de Kittanning en el curs de la Guerra Franco-Índia.
- 1897 - Balneari de santa Águeda (Guipúscoa, Euskadi): l'anarquista italià Michele Angiolillo va cometre l'Assassinat de Cánovas del Castillo com a venjança per les tortures del procés de Montjuïc.
- 1900 - El matemàtic David Hilbert presenta els seus 23 problemes, que guiaran la recerca matemàtica durant el segle xx.
- 1914 - Port de Plymouth, Anglaterra: L'Endurance emprèn el viatge cap al continent antàrtic.[2]
- 1945 - L'URSS declara la guerra al Japó i envaeix Manxúria.
- 1945 - Signatura de la Carta de les Nacions Unides per part dels Estats Units.
- 1949 - Bhutan guanya la seva independència de l'Índia.
- 1961 - Es publica el primer número de Fantastic Four, on es presenta el primer equip de superherois creat per Stan Lee i Jack Kirby.
- 1967 - L'Associació de Nacions del Sud-est Asiàtic (ASEAN) és fundada a Bangkok (Tailàndia).
- 1974 - El president dels Estats Units, Richard Nixon, anuncia públicament per televisió la seva renúncia com a resultat de l'escàndol Watergate.
- 2008 - Pequín (Xina): Comencen els Jocs Olímpics d'Estiu de 2008, a les 8:08 del vespre (14:08 hora local catalana), els XXIX Jocs Olímpics d'Estiu.

## Naixements
Països Catalans
- 1897 - Sabadell: Josep Garcia-Planas Cladellas, industrial tèxtil català.
- 1918 - Santoña, Cantàbria: Josep Lluís Ortega Monasterio, compositor i militar català (m. 2004).
- 1922 - Barcelona: José María Fonollosa, poeta de postguerra.
- 1928 - Folgueroles: Mercè Torrents i Bertrana, pedagoga i escriptora catalana (m. 1999).[3]
- 1946 - Ciutadella de Menorca: Joan Pons Álvarez, baríton menorquí.
- 1966 - Mataró: Isabel Medina i Cantón, pianista, contrabaixista i compositora.[4]
- 1973 - Barcelona: Marta Reynal-Querol, economista catalana, professora de recerca ICREA.[5]
- 1976 - Manresa: Salvador Racero Alberch, cantant del grup Lax'n'Busto.
- 1979 - Barcelona: Oriol Elcacho és un model masculí.
- 1991 - Terrassa, Vallès Occidental: Marta Corredera i Rueda, futbolista catalana, que juga de migcampista o de lateral.[6]

Resta del món
- 1170 - Caleruega (actual Castella i Lleó): Sant Domènec de Guzmán, religiós, fundador de l'Orde dels Predicadors (m. 1221).
- 1694 - Irlanda del Nord: Francis Hutcheson, filòsof escocès-irlandès, un dels fundadors de la Il·lustració escocesa (m. 1746).
- 1857 - París, França: Cécile Chaminade, pianista i compositora francesa (m. 1944).[7]
- 1863 - Locust Grove, Oklahoma: Florence Merriam Bailey, ornitòloga nord-americana i escriptora, autora de la primera guia d'ocells moderna il·lustrada (m.1948).[8]
- 1875 - Viçosa, Brasil: Artur Bernardes, president del Brasil entre 1922 i 1926.
- 1879 - Anenecuilco, Mèxic: Emiliano Zapata, revolucionari mexicà.[9]
- 1880 - Sant Petersburg, Rússia: Liubov Iegórova fou una ballarina russa.
- 1889 - Moscou: Vera Karalli, ballarina i actriu russa, pionera del cinema de dansa.[10]
- 1901 - Canton, Dakota del Sud, Estats Units: Ernest Lawrence, físic estatunidenc, premi Nobel de Física l'any 1939 (m. 1958).[11]
- 1901 - Sant Petersburg, Rússia: Nina Berberova, escriptora russa.
- 1902 - Bristol, Anglaterra: Paul Dirac, físic britànic, premi Nobel de Física l'any 1933 (m. 1984).[12]
- 1910 - Bronx, Nova York: Sylvia Sidney, actriu estatunidenca (m. 1999).[13]
- 1919 - Torre Annunziata, Campània (Itàlia): Dino De Laurentiis va ser un productor de cinema italià.
- 1921 - Inglewood, Califòrnia: Esther Williams, campiona de natació i estrella de cinema de Hollywood als anys 40 i 50 (m. 2013).[14]
- 1929 - Saragossa, Espanya: José Luis Borau, cineasta espanyol.
- 1937 - Los Angeles, Califòrnia (EUA): Dustin Hoffman, actor estatunidenc guanyador de dos Oscars, entre altres premis.
- 1946 - Chicago: Candy Dawson Boyd, escriptora, activista i professora afroamericana estatunidenca.[15]
- 1947 - Villanueva del Rey, Còrdova (Espanya): Miguel Blesa de la Parra fou president del consell d'administració de Caja Madrid entre 1996 i 2009.
- 1949 - San Mateo, Califòrnia: Keith Carradine, actor estatunidenc.
- 1950 - París: Martine Aubry, política francesa, ha estat ministra, primera secretària del Partit Socialista francès i batllessa de Lilla.[16]
- 1952 - Oslo, Noruega: Jostein Gaarder, escriptor noruec.
- 1956 - Buenos Aires, Argentina: Cecilia Roth, actriu argentina de cinema, teatre i televisió.[17]
- 1960 - Soest, Westfàlia: Ralf König, dibuixant de còmics de temàtica gai. És el creador dels primers còmics de temàtica homosexual llegits de manera massiva també per heterosexuals.
- 1969 - Pequín, Xina: Faye Wong, cantant i actriu xinesa.
- 1961 - Barking, Anglaterra: David Howell Evans (artísticament conegut com a The Edge), guitarrista del grup irlandès U2.
- 1974 - Burlata, Navarra: Ruben Beloki Iribarren, jugador professional navarrès de pilota basca a mà.
- 1981 - Binningen, Suïssa: Roger Federer, tenista suís.
- 1983 - Tòquio: Hitomi Kanehara, escriptora japonesa.
- 1995 - Trondheim, Sør-Trøndelag, Noruega: Malin Reitan, cantant noruega que participà al Festival d'Eurovisió Júnior 2005.[18]
- 1998 - Toronto, Ontario, Canadà: Shawn Mendes és un cantautor canadenc.

## Necrològiques
Països Catalans
- 1939 - 
  - El Camp de la Bota: Virgínia Amposta, sindicalista i mestra catalana, víctima de la repressió franquista. (n. 1903).[19]
  - El Camp de la Bota: Elionor Malich Salvador, anomenada La Roja, portera i republicana, víctima de la repressió franquista (n. 188?).[20]
- 1946 - Ziburu, França: Maria Barrientos i Llopis, soprano catalana (n. 1884).[21]
- 1949 - València: Ernesto Hervás Vercher, baríton valencià (n. 1873).
- 1971 - Sabadell: Joan Sallarès i Castells, llibreter, escriptor i editor català.[22]
- 1998 - Celrà, Carme Vidal i Xifré, pedagoga i política catalana (n. 1954).[23]
- 2007 - 
  - Barcelona: Pepita Casanellas, pedagoga catalana del barri de La Marina de Sants de Barcelona (n. 1922).[24]
  - Castelldefels, Baix Llobregat: Nicolau Casaus, empresari i vicepresident del FC Barcelona entre 1978 i 2003.
- 2011 - Palma: Bartomeu Fiol i Móra, empresari i poeta mallorquí (n. 1933).
- 2020 - Batatais: Pere Casaldàliga i Pla, bisbe i escriptor català (n. 1928).
- 2022 - Fogars de la Selva: Lluís Trepat i Padró, pintor català (n. 1925).

Resta del món
- 1617 - Mòdena: Tarquinia Molza, compositora, cantant, poeta, filòsofa i virtuosa italiana, implicada en el Concerto delle donne (n. 1542).[25]
- 1746 - Dublín: Francis Hutcheson, filòsof escocès-irlandès, un dels fundadors de la Il·lustració escocesa (n. 1694).
- 1778 - Neuchâtelː Julie Bondeli, salonnière i dona de lletres suïssa.[26]
- 1897 - Arrasate, Guipúscoa: Antonio Cánovas del Castillo, polític i historiador que fou durant anys President del Govern espanyol, assassinat per l'anarquista italià Michele Angiolillo.
- 1908 - Düsseldorf (Alemanya): Joseph Maria Olbrich, arquitecte txec (n. 1867).
- 1915 - Madrid: Miguel Ramos Carrión, dramaturg, periodista i humorista espanyol (n. 1848).
- 1917 - Cento: Maria Majocchi, coneguda també com a Jolanda, escriptora i periodista italiana (n. 1864).[27]
- 1939 - Chicago, Illinois: Lena Sadler, metgessa, cirurgiana i obstetra, líder en temes sobre la salut de la dona (n. 1875).[28]
- 1944 - Vihti: Aino Ackté, soprano finlandesa (n. 1876).[29]
- 1945 - Jaén, Espanya: Rafael Porlán, poeta espanyol de la Generació del 27.[30]
- 1947 - Ann Arbor, Michigan (EUA): Anton Ivànovitx Denikin (en rus: Анто́н Ива́нович Дени́кин), militar, va dirigir els exèrcits blancs del sud de Rússia alçats contra la revolució bolxevic (n. 1872).[9]
- 1949 - Rússia: Ivan Piddubny, lluitador ucraïnès d'origen cosac.
- 1949 - Ixelles, Bèlgica: Marguerite Verboeckhoven, pintora belga (n. 1865).[31]
- 1965 - San Francisco: Shirley Jackson, escriptora estatunidenca especialitzada en el gènere de terror (n. 1916).[32]
- 1968 - Zúric (Suïssa): Fritz Stiedry, director d'orquestra.
- 1974 - Kröv: Baldur von Schirach, dirigent nazi, líder de les Joventuts Hitlerianes,(n. 1907).[9]
- 1985 - Rochester (Nova York), EUA: Louise Brooks, actriu estatunidenca de cinema mut (n. 1906).[33]
- 1996 - Milton Keynes, Anglaterra: Nevill Francis Mott, físic anglès, Premi Nobel de Física l'any 1977 (n. 1905).[34]
- 2003 - Baroda: Bhupen Khakhar, artista indi.
- 2004 - Nova York, EUA: Fay Wray, actriu canadenca nacionalitzada estatunidenca.[35]
- 2005 - Northeast Harbor, Maine (EUA): Barbara Bel Geddes, actriu estatunidenca.[36]
- 2009:
  - Santiago de Xile: Alfonso Calderón, poeta, novel·lista, assagista i crític xilè, Premi Nacional de Literatura de Xile l'any 1998.[37]
  - Florència, Itàlia: Daniel Jarque i González, futbolista català i jugador del Reial Club Deportiu Espanyol de Barcelona.
- 2010, Edgartown, Massachusetts: Patricia Neal, actriu estatunidenca de teatre i cinema, guanyadora d'un Oscar (n. 1926).[38]
- 2017, 
  - Nashville, Tennessee: Glen Campbell va ser un dels cantants pop i country nord-americans més famosos, representatiu dels 1960 i 1970.
  - Nova York, Estats Units: Cathleen Synge Morawetz, matemàtica canadenca-estatunidenca (n. 1923).[39]
- 2023 - Detroit: Sixto Diaz Rodríguez, Cantautor estatunidenc (n. 1942).

## Festes i commemoracions
Santoral
Església Catòlica
- Sants al Martirologi romà (2011):
  - Domènec de Guzmán, fundador de l'Orde de Predicadors;
  - Quatre Sants Coronats, màrtirs;
  - Secund, Carpòfor, Victorí i Severià d'Albano, màrtirs (303);
  - Ciríac, Llarg, Crescencià, Mèmmia, Juliana i Esmaragde  , màrtirs a Roma (305);
  - Marí de Tars (303-311); Eusebi de Milà, bisbe (462);
  - Sever de Viena (s. V);
  - Mòmmol de Fleury, abat (678);
  - Emilià de Cízic, bisbe (segle ix);
  - Altmann de Passau, bisbe (1091);
  - Wardo (Famià) de Colònia, cistercenc (1150);
  - Pau Ke Tingzhu, màrtir (1900);
  - Mary Helen MacKillop, fundadora (1909);
  - Maria Anna Rosa Caiani, fundadora (1921).
  - Beats:
    - John Felton, màrtir (1570);
    - John Fingley i Robert Bickendike, màrtirs (1586);
    - Bonifacia Rodríguez Castro, fundadora de les Serventes de Sant Josep (1905);
    - Antonio Silvestre Moya, sacerdot màrtir (1936);
    - Antero Mateo Garcia, laic màrtir (1936);
    - María de l'Infant Jesús Baldillou i Bullit,
    - Pasqualina Gallén i Martí, María Luisa de Jesús Girón y Romera, Nazaria Gómez y Lezaun i Antònia Riba i Mestres, monges màrtirs (1936);
    - Cruz Laplana Laguna, bisbe de Conca, i Fernando Español Berdie, sacerdot, màrtirs (1936);
    - Wlodzimierz Laskowski, prevere màrtir (1940).
- Catorze Sants Auxiliadors.
- Beats:
  - Hildegar de Colònia, bisbe (753);
  - Rathard d'Andechs, prevere (segle ix);
  - Reginlinda, duquessa de Suàbia (958);
  - Guillem de Castellammare di Stabia, franciscà màrtir (1364).
  - Denis Rabinis (1413), venerat a l'Orde de la Mercè
- Venerable: Hugolina de Novara, eremita (1300).

Església Copta
- 2 Mesori: Ba'issa (Atanàsia) de Menouf.

Església Ortodoxa (segons el calendari julià)
- Se celebren els corresponents al 21 d'agost del calendari gregorià.

Església Ortodoxa (segons el calendari gregorià)
Corresponen als sants del 26 de juliol del calendari julià.
Esglésies luteranes
- Domènec de Guzmán, fundador; Jean Vallière, màrtir (1523).

Esglésies anglicanes
- Domènec de Guzmán, fundador.

Dies mundials
- Dia Internacional de l'Orgasme Femení[42]
- Dia Internacional dels Gats[43]